# Mabuya dorsivittata
Mabuya dorsivittata är en ödleart som beskrevs av  Cope 1862. Mabuya dorsivittata ingår i släktet Mabuya och familjen skinkar. Inga underarter finns listade i Catalogue of Life.